# Disco óptico

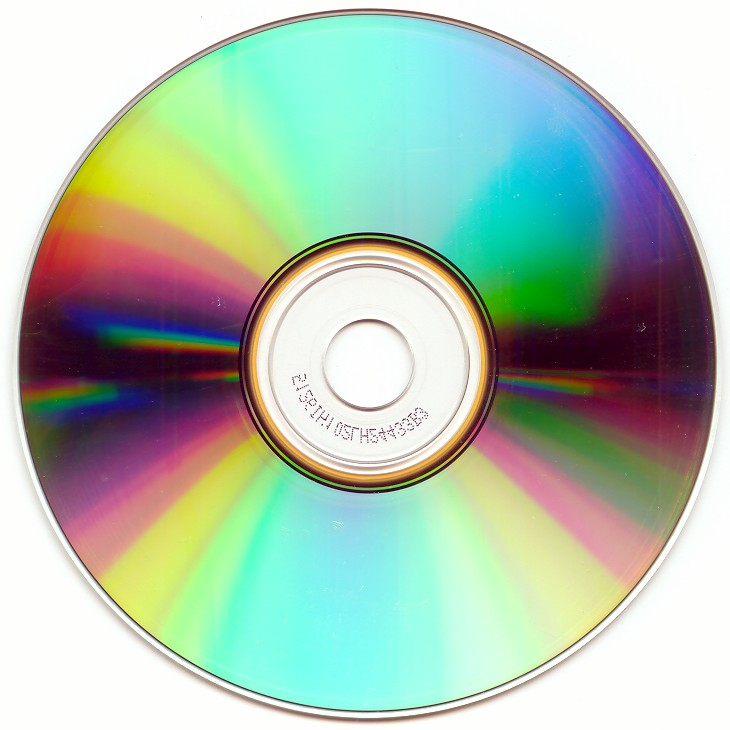
A parte de trás de um disco óptico.

Na tecnologia, o disco óptico é um dispositivo de entrada usado em equipamentos computacionais e equipamentos de entretenimento para reprodução de sons e vídeo. Possui um formato chato e circular, usualmente feito de camadas de policarbonato, acrílico e alumínio. Em termos de funcionamento os discos ópticos diferem dos discos magnéticos por utilizarem as propriedades da luz ao invés das propriedades eletromagnéticas.

## Funcionamento
Os discos ópticos para somente leitura são compostos de quatro camadas:
- a primeira camada que contém o rótulo, podendo ser de papel ou impresso;
- a segunda camada é feita de plástico e tem função protetora;
- a terceira é uma camada refletiva com superfície contendo a informação em altos e baixos relevos;
- a quarta camada é de policarbonato.

Nos discos graváveis ou regraváveis são seis camadas:
- o rótulo;
- camada plástica protetora;
- camada refletiva com relevo plano;
- camada dielétrica para dissipar o calor do laser durante a gravação;
- a camada gravável-regravável, transparente (contém pontos que ficam opacos com o laser, e/ou tornam a serem transparentes — nos discos regraváveis);
- a camada final de policarbonato.

Na leitura um raio é disparado perpendicularmente ao disco, é refletido de volta para o leitor e as variações em alto e baixo relevo ou pontos transparentes ou opacos provocam variações na leitura, criando uma sequência de 0 e 1 que representa o sinal digital.
O tamanho padrão dos discos é de 12cm de diâmetro, 1,2 mm de espessura e um orifício central de 15mm de diâmetro.

## Gerações de discos

### Primeira geração
Os discos ópticos foram criado originalmente para conter registros codificados opticamente para armazenamento de dados. O formato Laserdisc foi o primeiro formato de armazenamento ótico disponível para o público, embora fosse majoritariamente analógico adquiriu algumas funções digitais com o passar do tempo. É o predecessor do CD.

### Segunda geração
Os discos ópticos da segunda geração foram criados para suportar maior quantidade de dados e aumentar a qualidade digital de vídeos
- Hi-MD
- DVD e derivados
  - DVD-Audio
  - DualDisc
  - Digital Video Express (DivX)
- Super Audio CD
- Enhanced Versatile Disc
- GD-ROM
- Digital Multilayer Disk
- DataPlay
- Fluorescent Multilayer Disc
- Phase-change Dual
- Universal Media Disc

### Terceira geração
A maioria dos discos da terceira geração estão em processo de desenvolvimento. Eles são designados para trazer qualidade de vídeo superior ao DVD, para trazer a máxima qualidade da HDTV. Os codecs usados para a compressão do vídeo são o H.264 e VC-1.
- Atualmente no mercado
  - Blu-ray Disc

- Em desenvolvimento
  - Forward Versatile Disc
  - Versatile Multilayer Disc
  - Ultra Density Optical
  - LS-R

- Fora de linha
  - HD DVD
  - Professional Disc for DATA
  - Total HD disc

### Próxima geração
Os formatos da próxima geração ainda estão em processo de criação. Todos eles têm potencial para armazenar mais de 1 TB de espaço.
- Tapestry Media
- Holographic Versatile Disc
- Protein-coated disc
- TeraDisc
- Archival Disc

## Discos ópticos existentes
- LD (Laserdisc)
- CD (CD-Áudio ou CD-Digital Audio)
- CD-Text
- SACD (Super Áudio CD)
- HDCD (High Definition Compatible Digital)
- XRCD (eXtended Resolution CD)
- XRCD2 (eXtended Resolution CD versão 2)
- CD-R (CD Recordable)
- Business card CD (PCD  - Personal Compact Disk)
- CD-RW (CD Rewritable)
- DD-R (Double-Density Recordable)
- DD-RW (Double-Density ReWritable)
- CD-ROM (CD Read Only Memory)
- CD-Vídeo 1.1 (VCD 1.1 - VideoCD 1.1 ou Compact Disc Vídeo 1.1)
- CD-Vídeo 2.0 (VCD 2.0 - VideoCD 2.0 ou Compact Disc Vídeo 2.0)
- CVD (China Video Disc)
- SVCD (Super Vídeo CD, Super VCD, S-VCD)
- DVD (DVD-Vídeo)
- DVD-A (DVD-Áudio)
- DVD-R (DVD Recordable)
- DVD+R (DVD Recordable)
- DVD+R DL (DVD Recordable Dual Layer)
- DVD-RW (DVD ReWritable)
- DVD+RW (DVD ReWritable)
- DVD-RAM (DVD Random Access Memory)
- DVD-ROM (DVD Read Only Memory)
- MD (MiniDisc)
- HD DVD (High Density DVD)
- AOD (Advanced Optical Disk)
- Blu-ray (Blu-ray Disc, BD)